# 애플 뮤직
애플 뮤직(Apple Music)은 애플이 개발한 오디오 및 비디오 스트리밍 서비스이다. 사용자는 기기에서 주문형 음악을 선택하여 스트리밍하거나 기존 플레이리스트를 들을 수 있다. 이 서비스에는 200개 이상의 국가에 24시간 라이브로 방송되는 자매 인터넷 라디오 방송국인 Apple Music 1, Apple Music Hits, Apple Music Country, Apple Música Uno, Apple Music Club, Apple Music Chill이 포함되어 있다. 이 서비스는 2015년 6월 8일에 발표되어 2015년 6월 30일에 출시되었다. 신규 구독자는 특정 제품 구매 시 1개월 또는 6개월 무료 체험을 받을 수 있으며, 그 이후에는 월간 구독이 필요하다.
원래는 엄격하게 음악 서비스였던 애플 뮤직은 2016년에 비디오로 확장하기 시작했다. 임원 지미 아이오빈은 이 서비스의 목표가 "문화 플랫폼"이 되는 것이며, 애플은 이 서비스를 "대중 문화를 위한 원스톱 쇼핑 공간"으로 만들기를 원한다고 밝혔다. 이 회사는 음악 발매를 지원하는 뮤직 비디오 및 콘서트 영상뿐만 아니라 웹 시리즈 및 장편 영화 등 비디오 콘텐츠 제작 및 구매에 적극적으로 투자하고 있다.
애플 뮤직의 초기 IOS 버전은 "직관적이지 않다"는 비판을 받은 사용자 인터페이스로 인해 엇갈린 평가를 받았다. 그러나 플레이리스트 큐레이션, 방대한 스트리밍 곡 라이브러리, 그리고 다른 애플 기기 및 서비스와의 통합에 대해서는 칭찬을 받았다. IOS 10에서는 앱이 대대적으로 재설계되었고, 업데이트된 인터페이스가 더 깔끔하고, 탐색 기능이 향상되었으며, 사용자 라이브러리에 더 큰 비중을 두어 긍정적인 평가를 받았다. 애플 뮤직은 출시 후 빠르게 인기를 얻어 단 6개월 만에 1천만 명의 구독자 이정표를 넘어섰다. 애플은 유료 구독자 수를 공개하지 않지만, 미디어 리서치(Midia Research)는 2021년 11월 기준 기준으로 7천8백만 명으로 추정했다. 이 서비스는 2022년 10월에 스트리밍 카탈로그에 1억 곡을 돌파했다.

## 설명
애플 뮤직을 통해 사용자는 1억 곡 이상의 노래를 주문형으로 기기에서 스트리밍할 수 있다. 이 서비스는 음악 전문가가 큐레이션한 플레이리스트와 사용자의 음악 취향에 맞춰진 추천을 제공한다. 이 서비스는 6개의 라이브 24시간 라디오 방송국을 제공한다: DJ 제인 로우가 이끄는 Apple Music 1 (이전에는 Beats 1로 브랜딩됨), Apple Music Hits, Apple Music Country, Apple Música Uno, Apple Music Club, 그리고 100개 이상의 국가에서 방송되는 Apple Music Chill. 애플 뮤직 라디오 서비스는 애플 뮤직 구독이 없어도 모든 사용자가 무료로 이용할 수 있다. 애플 뮤직 구독자는 프로필을 생성하여 친구들과 음악을 공유하고 다른 사용자를 팔로우하여 정기적으로 듣는 음악을 볼 수 있다. 사용자의 노래를 서비스에서 찾은 노래와 일치시키는 애플 뮤직의 아이클라우드 사용은 사용자가 자신의 아이튠즈 음악 라이브러리를 애플 뮤직 라이브러리와 결합하여 모든 음악을 한 곳에서 들을 수 있도록 한다. 또한 이 서비스는 개인 음성 비서 Siri 및 오디오 및 비디오 스트리밍 프로토콜인 AirPlay와 같은 애플 자체 서비스에 긴밀하게 통합되어 있다. 2019년 말부터 사용자는 애플이 디자인한 베타 웹 플레이어를 통해 애플 뮤직의 전체 버전에 액세스할 수 있다.
애플 뮤직의 인터페이스는 "라이브러리", "홈" (이전: "지금 듣기"), "둘러보기", "라디오", "검색"의 다섯 가지 탭으로 구성된다. "라이브러리" 탭은 사용자의 음악 컬렉션을 보여주며, "플레이리스트", "아티스트", "앨범", "노래", "다운로드한 음악"별로 노래를 볼 수 있는 옵션이 있다. 이러한 옵션 아래에는 최근 사용자 라이브러리에 추가된 음악도 표시된다. "홈" 탭은 사용자의 음악 취향에 따라 음악을 추천한다. 인간 전문가의 선택은 알고리즘 큐레이션을 보완하며, 사용자는 노래를 "좋아함" 및 "싫어함"으로 표시하여 음악 추천을 더욱 개선할 수 있다. "둘러보기"는 아티스트의 새 앨범 발매, 애플 뮤직 팀이 큐레이션한 플레이리스트, 곧 출시될 앨범 발매, 그리고 "장르", "분위기", "인기 차트", "뮤직 비디오"를 포함한 다양한 카테고리를 보여준다. 2024년, 애플은 iOS 18의 일부로 '둘러보기' 탭을 대체하는 새로운 기능을 출시했다. 이 '새로운' 기능은 각 청취자에게 맞춤화되어 있다. "라디오" 탭은 애플 뮤직 라디오와 사용자의 취향에 따라 장르별 또는 아티스트 관련 음악을 재생하는 다른 라디오 방송국을 포함한다. 애플 뮤직의 라디오 기능은 사용자가 노래를 건너뛰고, 이전에 재생된 방송국의 노래를 보고, 다음에 재생될 노래를 볼 수 있도록 한다. "검색" 탭에는 사용자가 아티스트, 앨범, 애플 뮤직 사용자 또는 노래를 이름이나 가사로 검색할 수 있는 검색 상자가 있다. 검색 상자 아래에는 최근 사용자 검색 및 서비스의 전반적인 인기 검색 목록이 표시된다.
노래가 재생되면 하단 탐색 바 위에 "지금 재생 중" 바가 나타난다. 이 "지금 재생 중" 섹션을 보면 사용자는 노래를 라이브러리에 추가하고, 기기에 다운로드하고, "홈" 탭의 추천을 개선하기 위해 노래를 좋아하거나 싫어할 수 있다. "지금 재생 중" 섹션의 다른 기능으로는 다음에 재생할 음악을 제어하고, 노래를 셔플 또는 반복 재생할 수 있는 기능이 있다. 또한, 사용자는 지금 재생 중 카드(Now Playing card)를 통해 듣고 있는 노래의 실시간 가사를 볼 수 있으며, 이 카드는 노래가 재생되는 동안 가사를 실시간으로 동기화하여 사용자에게 표시한다.
각 아티스트 페이지에는 프로필 배너와 해당 아티스트를 기반으로 라디오 방송국을 자동으로 생성하는 "재생" 버튼이 포함되어 있다. 아티스트 페이지에는 또한 피처링 발매, 앨범, 싱글, 인기곡, 배경 정보 섹션이 포함되어 있다. 애플 뮤직 사용자는 서비스에 자신의 프로필을 만들 수 있으므로 다른 사용자를 팔로우하고 팔로워가 듣고 있는 음악을 볼 수 있다.
사용자는 "지금 듣기" 탭에서 Apple Music Replay라는 기능을 통해 연간 가장 많이 재생한 노래, 아티스트, 앨범을 볼 수 있다. 이 기능은 분 단위로 청취 시간을 추적하여 사용자가 특정 노래, 아티스트 또는 앨범을 얼마나 들었는지 정확한 정보를 제공한다. 이 기능은 또한 사용자가 일 년 내내 들었던 특정 장르를 가장 많이 들은 순서부터 가장 적게 들은 순서로 정렬하여 알려준다. Apple Music Replay는 또한 사용자의 지난 한 해 활동을 요약하는 생성된 애니메이션을 재생하는 대화형 시스템과 함께, 달성한 특정 목표를 보여주는 이정표 섹션을 제공한다. 
| 이름            | 비트레이트                               |
| --------------- | ---------------------------------------- |
| 고효율          | HE-AAC (가변 비트레이트)                 |
| 고음질          | AAC 256 kbit/s                           |
| 무손실          | ALAC 16비트/44.1kHz ~ 24비트/48kHz       |
| 고해상도 무손실 | ALAC 16비트 또는 24비트/88.2kHz ~ 192kHz |

이 서비스는 iOS 버전 8.4 이상을 실행하는 IOS 기기, iPadOS 버전 13.0 이상을 실행하는 IPadOS 기기, MacOS 카탈리나 이상을 실행하는 MacOS의 음악 앱, Windows PC용 아이튠즈 버전 12.2 이상, 그리고 애플 워치, Apple TV, Apple CarPlay, Apple HomePod과 호환된다. 또한 안드로이드 버전 4.3 이상을 실행하는 기기, 크롬OS 기기, 아마존 에코 기기, 소노스 스피커에서도 사용할 수 있다. 네이티브 애플리케이션이 없는 기기의 경우, 애플 뮤직은 베타 버전의 웹 플레이어로 웹에서 사용할 수 있다. 2021년 10월 27일, 소니는 애플 뮤직이 플레이스테이션 5에서 사용할 수 있게 될 것이라고 발표했다. 2022년 10월 12일, 애플 뮤직은 엑스박스 원과 Xbox Series X/S에서 사용할 수 있게 되었다.

## 역사

### 준비
애플 뮤직이 나오기 전에, 이 회사의 아이팟과 아이튠즈는 "디지털 음악을 혁신했다"고 알려져 있었다. 전 애플 CEO 스티브 잡스는 음악 구독 서비스에 반대하는 입장이었던 것으로 알려져 있다. 애플이 2014년에 음향 장비 제조업체 비츠 일렉트로닉스를 인수하면서, 애플은 비츠 자체 서비스인 Beats Music의 소유권을 얻게 되었고, Beats Music CEO 이안 로저스에게 아이튠즈 라디오 서비스의 책임을 맡겼다. 비즈니스 인사이더는 나중에 애플이 두 서비스를 합병할 계획이라고 보도했다. 애플은 또한 유명한 뉴질랜드 태생의 영국 라디오 DJ 제인 로우를 음악 큐레이터로 고용했다.
소문과 기대의 기간을 거쳐, 소니 뮤직 엔터테인먼트 CEO 더그 모리스는 2015년 6월 7일, 애플이 음악 스트리밍 서비스를 발표할 계획임을 확인하며 "내일 있을 것"이라고 말했다. 그 달 말에 출시되었다. 모리스는 재정적인 관점에서 광고 지원보다는 유료 스트리밍을 선호한다고 여러 번 강조했다. 더욱이 모리스는 이 서비스가 스트리밍 성장을 가속화하는 "티핑 포인트"가 될 것으로 기대하며, 스포티파이는 "수익성이 없었기 때문에 실제로 광고한 적이 없다"고 주장하는 반면, 애플은 "은행에 1,780억 달러를 보유하고 있으며, 아이튠즈에 8억 개의 신용카드를 보유하고 있다"고 주장했다. 모리스는 또한 "애플은 이것을 미친 듯이 홍보할 것이고, 이것이 스트리밍 사업에 후광 효과를 가져올 것이라고 생각한다. 밀물이 모든 배를 들어 올릴 것이다. 우리 산업의 놀라운 순간의 시작이다"라고 주장했다.

### 저작권료 지급 정책
애플 뮤직이 출시되기 직전, 가수 겸 작곡가 테일러 스위프트는 애플이 사용자의 무료 체험 기간 동안 아티스트에게 보상하지 않기로 한 결정에 대해 공개적으로 비판하는 공개 서한을 작성하고, 자신의 앨범 1989를 이 서비스에 제공하지 않을 것이라고 발표했다. 그녀는 "애플 뮤직은 이 기간 동안 작곡가, 프로듀서, 또는 아티스트에게 비용을 지불하지 않을 것"이므로 이 정책이 "불공평하다"고 말했다. 영국 독립 음반사 Beggars Group도 이 체험 기간을 비판하며 "권리 소유자와 아티스트가 애플의 고객 확보 비용의 이 부분을 부담해야 하는지 이해하기 어렵다"고 말했다.
스위프트의 서한이 있은 다음 날, 애플의 인터넷 소프트웨어 및 서비스 수석 부사장 에디 큐는 트위터를 통해 애플이 정책을 변경하여 애플 뮤직이 "고객의 무료 체험 기간 중에도 아티스트에게 스트리밍에 대한 비용을 지불할 것"이라고 발표했다. 트위터에서 스위프트는 "이번 주 사건 이후, 나는 1989를 애플 뮤직에 넣기로 결정했다... 그리고 기쁘게도 그렇게 했다"고 썼다. 그녀는 "앨범을 스트리밍하는 것이 내 직감에 옳다고 느껴진 것은 이번이 처음"이라고 결론지었다.

### 음반사 카르텔
새 서비스에 대한 음반사와의 협상에서, 애플은 애플 뮤직의 채택을 유도하기 위해 음반사들이 스포티파이 및 아마존 뮤직과 같은 경쟁 서비스의 무료 광고 지원 티어에서 콘텐츠를 철회하도록 권유하려 했다고 한다. 또한 유니버설 뮤직 그룹에게 유튜브에서 콘텐츠를 철회하도록 인센티브를 제공했다. 미국 법무부와 연방거래위원회는 2015년 5월 이 alleged 담합에 대한 조사를 시작했다.

### 발표 및 출시
이 발표는 애플 컨퍼런스에서 스티브노트 형식의 "하나 더..." 공개로 이루어졌다. 힙합 아티스트 드레이크는 발표 행사 무대에 올라 Connect 플랫폼을 어떻게 사용했는지 설명했으며, 애플은 그 후 아이튠즈 스토어와 달리 "독립 음악도 Connect에서 음악을 공유할 수 있다"고 강조했다. 아이튠즈 스토어에서는 작고 독립적인 아티스트들이 참여하기 어려웠다.

Apple Music 사용 가능 국가 (As of April 2020)

애플 뮤직은 2015년 6월 30일 100개국에서 출시되었다. 이전에는 신규 사용자가 3개월 무료 체험 구독을 받았으며, 3개월 후에는 월별 요금으로 변경되었다. 현재는 1개월 무료 체험이 제공된다. 가족 요금제는 6명의 사용자가 할인된 요금으로 구독을 공유할 수 있도록 한다. 애플은 원래 더 저렴한 가격으로 시장에 진입하려고 했으나, 음악 산업이 이 계획을 거부했다. 이 서비스는 IOS 8.4 업데이트의 업데이트된 음악 앱으로 데뷔했다. Apple TV와 안드로이드 기기 지원은 2015년 "가을" 출시가 예정되어 있었다. 퍼렐 윌리엄스의 미공개곡인 "Freedom"은 홍보 자료에 사용되었으며 서비스 출시와 함께 독점 발매될 것으로 발표되었다. Apple Music 서비스 출시를 위한 "History of Sound" 광고는 Wildbirds & Peacedrums의 2009년 앨범 The Snake의 "There Is No Light"라는 곡을 배경 음악으로 사용했다. 출시와 함께 Beats Music 구독 및 플레이리스트는 애플 뮤직으로 이전되었고, 해당 서비스는 중단되었다.
2016년 5월, 학생 멤버십이 발표되었는데, 이는 정기 구독 가격을 50% 할인해 주었다. 학생 요금제는 처음에 미국, 영국, 독일, 덴마크, 아일랜드, 호주, 뉴질랜드의 자격 있는 학생들만 이용할 수 있었지만, 2016년 11월에는 25개국으로 확대되었다.
2016년 2월, Music Business Worldwide는 애플 뮤직이 지난주 터키와 대만에 출시되면서 113개국에서 서비스를 이용할 수 있게 되었다고 보도했다. 이 출판물은 또한 이 국가들이 경쟁 서비스인 스포티파이가 서비스하지 않는 59개 지역을 차지한다고 썼다. 2016년 8월, 애플 뮤직은 이스라엘과 대한민국에 출시되었다.
2020년 4월 21일, 애플은 애플 뮤직이 전 세계 52개국으로 확장되어 총 167개국에서 서비스될 것이라고 발표했다.

### 사용자 증가
2016년 1월, 포춘은 애플 뮤직이 출시 6개월 만에 1,000만 명의 유료 구독자를 달성했다고 보도했다. 이는 경쟁 음악 스트리밍 서비스인 스포티파이가 동일한 고객 기반을 달성하는 데 6년이 걸린 것과 비교된다. 이 고객 기반은 2월에 1,100만 명, 4월에 1,300만 명, 6월에 1,500만 명, 9월에 1,700만 명, 12월에 2,000만 명, 2017년 6월에 2,700만 명, 2018년 2월에 3,600만 명, 2018년 3월에 3,800만 명(이전 이정표에서 불과 5주 만에), 2018년 4월에 4,000만 명, 2018년 5월 현재 5,000만 명, 2018년 12월 현재 5,600만 명, 그리고 2019년 6월 현재 6,000만 명으로 증가했다.
애플 뮤직의 가장 큰 경쟁자는 스포티파이이며, 2025년 현재 음악 거인과 동등한 위치를 차지한다. 그러나 스포티파이는 전 세계적으로 연간 6억 4천만 명의 사용자를 자랑하는 반면, 애플 뮤직은 9,300만 명의 사용자를 보유하고 있다. (모든 사용자 데이터는 2025년 6월 현재 기준이다.)

### 비디오로 확장
2015년 10월, 드레이크와 애플은 "Hotline Bling"의 뮤직 비디오를 애플 뮤직에서 독점 공개하기로 계약했다. 12월에 애플은 테일러 스위프트의 투어 다큐멘터리인 The 1989 World Tour를 애플 뮤직에서 독점 공개했다. 2016년 2월, 더 할리우드 리포터는 닥터 드레가 "Vital Signs"라는 "어두운 반자전적 드라마"에 주연하고 총괄 프로듀싱을 맡을 것이라고 보도했다. 이 작품은 "애플의 첫 번째 각본 TV 시리즈"로 설명되었다. Recode는 며칠 후 닥터 드레의 작품 발표가 애플이 오리지널 TV 콘텐츠를 적극적으로 탐색하는 것이 아니라 "애플 뮤직을 확장"하기 위한 홍보적인 노력이라고 보도했다. 2015년 10월과 12월에 각각 드레이크와 스위프트와의 애플 계약을 인용하며, 이 보고서는 한 트위터 사용자가 애플의 노력을 "콘텐츠 마케팅"이라고 묘사했다고 언급했다.
2016년 7월, 애플은 제임스 코든의 더 레이트 레이트 쇼에서 Carpool Karaoke를 구매했으며, 버라이어티는 애플이 애플 뮤직을 통해 이 시리즈를 배포할 계획이라고 보도했다. 애플의 이 시리즈 각색판은 원래 2017년 4월에 첫 방송될 예정이었으나, 설명 없이 연기되었다. 이 시리즈는 대신 2017년 8월 8일에 첫 방송되었다.
2017년 1월, 월스트리트 저널은 애플이 자체 TV 시리즈 및 영화를 포함한 오리지널 비디오 콘텐츠를 탐색하고 있다고 보도했다. 며칠 후, Apple Music 임원 지미 아이오빈은 비디오로의 전환에 대한 보도를 확인했으며, 2월에는 애플 뮤직이 2017년에 첫 두 편의 TV 스타일 시리즈를 출시할 것이며, 애플 뮤직을 "문화 플랫폼"으로 만들 목표를 가지고 있다고 발표했다. 3월에는 The Information이 애플이 최근 유튜브 제품 관리자인 시바 라자라만 등 여러 명을 고용하여 비디오 플랫폼을 발전시키고 있다고 보도했다. 4월에는 애플 뮤직이 숀 콤스의 다큐멘터리 "Can't Stop, Won't Stop: A Bad Boy Story"의 독점 공개처가 될 것이라고 발표되었으며, 이 다큐멘터리는 6월 25일에 초연되었다. 같은 날, 블룸버그 비즈니스위크는 아티스트 윌 아이 앰이 애플 뮤직을 위해 리얼리티 쇼를 제작할 것이며, 이는 이 서비스를 "대중 문화를 위한 원스톱 쇼핑 공간"으로 만들기 위한 노력의 일환이라고 보도했다. 이 리얼리티 쇼는 나중에 Planet of the Apps로 밝혀졌으며, "앱 경제"에 초점을 맞출 것이다. 이 시리즈는 100명의 개발자를 캐스팅했으며, 2017년 6월 6일에 첫 방송되었다.
2017년 6월, 애플은 소니에서 두 명의 TV 임원인 제이미 얼릭트와 잭 반 암부르크를 고용했다. 이 두 사람은 소니에서 "사장" 직함을 공동으로 맡았으며, 브레이킹 배드 및 샤크 탱크를 포함한 쇼 개발에 기여했다. 이 고용은 애플이 오리지널 비디오 제작으로 확장하려는 또 다른 중요한 노력으로 언론에 주목받았다. 2017년 12월 초, 애플은 프로그램 베테랑 미셸 리를 애플의 오리지널 비디오 팀의 크리에이티브 임원으로 고용했으며, 며칠 후에는 훌루와 레전더리 엔터테인먼트에서 필립 매티스와 제니퍼 왕 그레이저도 고용했다.
2020년 10월 19일, 애플은 미국에서 애플 뮤직과 애플 TV 앱을 통해 애플 뮤직 TV를 출시했다. 애플 뮤직 TV는 MTV 초기 시절과 유사하게 뮤직 비디오에 초점을 맞춘 무료 24시간 스트리밍 라이브 서비스이다. 애플 뮤직 TV는 매주 금요일 동부 표준시 정오에 새로운 뮤직 비디오를 첫 공개할 예정이며, 가끔씩 아티스트 및 테마별 장악, 애플 뮤직 오리지널 다큐멘터리 및 영화 방영, 라이브 이벤트 및 쇼, 차트 카운트다운을 포함할 계획이다. 이 서비스는 애플 뮤직에서 역대 미국에서 가장 많이 스트리밍된 노래 100곡의 카운트다운과 함께 출시되었다. 2022년 5월 17일, 애플 뮤직은 해리 스타일스의 뉴욕 라이브 콘서트로 시작하는 새로운 콘서트 시리즈인 Apple Music Live를 5월 20일에 시작한다고 발표했다.

### 요금제 및 가격 변경
2021년 10월 19일, 애플은 월 4.99달러의 할인된 Apple Music Voice 요금제를 출시했으며, 이는 구독자가 Siri를 통해서만 서비스의 음악 라이브러리 및 재생 기능에 액세스할 수 있도록 제한한다. 2023년 11월 1일, 애플은 설명 없이 Apple Music Voice 요금제를 중단했다.
2022년 6월 24일, 애플은 미국 내 자격 있는 대학생을 위한 Apple Music 학생 요금 가격을 월 4.99달러에서 5.99달러로 인상했다. 이는 Apple Music 출시 이후 어떤 요금제에서도 처음으로 가격이 인상된 것이다. 유사한 가격 인상은 영국과 캐나다의 학생 요금에서도 동시에 발생했다. 2022년 10월 24일, 애플은 여러 지역에서 표준 Apple Music 구독료(Apple TV+ 및 애플 원 포함)를 인상할 것이라고 발표했다. 개인 요금제는 1달러 인상되어 월 10.99달러가 되었고, 가족 요금제는 2달러 인상되어 월 16.99달러가 되었으며, 개인 연간 요금제는 10달러 인상되어 연간 109달러가 되었다.

### 다른 플랫폼에서의 이용 가능성
2015년 11월, 애플은 애플 뮤직의 안드로이드 버전을 출시했는데, 기자들은 이를 애플의 첫 번째 "진정한" 또는 "사용자 중심" 안드로이드 앱으로 평가했다. 이 앱은 2017년 4월에 서비스의 iOS 10 디자인에 맞춰 업데이트되었다. 2018년 11월 30일, 애플은 이전에 애플의 자체 홈팟 스피커에서만 접근 가능했던 아마존 에코 스피커에 대한 Apple Music 지원을 추가했다.
2019년 9월 5일, 애플은 베타 버전의 Apple Music 웹 플레이어 첫 버전을 출시했다. 이 웹 플레이어는 사용자에게 음악 라이브러리에 대한 모든 액세스 권한과 Apple Music 앱과 유사한 기능을 제공하지만, 나중에 추가될 것으로 예상되는 핵심 기능이 빠져 있다. 2023년 1월에는 구형 아이튠즈 포 윈도우를 대체하기 위해 윈도우 11 앱이 베타 버전으로 출시되었다.

### 기타 개발
애플은 서비스에 개인화된 음악 플레이리스트를 추가했으며, 2016년 9월 "My New Music Mix"를 출시하고, 2017년 6월 "My Chill Mix"를 출시했다.
2018년 12월 13일, 애플은 iOS 11에서 도입된 아티스트 프로필 재설계 및 사용자가 친구 및 팔로워와 음악 및 플레이리스트를 공유할 수 있는 기능에 맞춰 애플 뮤직의 "Connect" 기능을 중단했다.
2019년 11월 15일, 애플은 Apple Music Replay라는 새로운 Apple Music 기능을 출시했는데, 이는 Spotify Wrapped와 유사한 연말 플레이리스트로 사용자가 한 해 동안 가장 좋아하는 트랙을 보여준다. 2019년 11월 20일, 애플은 제휴 소매업체를 위한 맞춤형 플레이리스트를 제공하는 Apple Music for Business를 출시했으며, 또한 플랫폼의 카탈로그가 6천만 곡 이상을 호스팅하고 있다고 밝혔다.
2020년, 애플 뮤직은 유니버설 뮤직 그룹, 소니 뮤직 엔터테인먼트, 워너 뮤직 그룹과 추가 프로모션 및 소속 아티스트 곡 스트리밍 허용에 대한 계약을 체결했다.
2020년 10월 30일부터 애플 뮤직은 애플 원 번들 상품에 News, iCloud, Arcade, TV Plus와 같은 다른 여러 애플 서비스와 함께 포함되었다.
2021년 5월 17일, 애플은 애플 뮤직이 2021년 6월부터 ALAC 코덱을 통해 무손실 오디오를 제공하고, 돌비 애트모스로 믹싱된 음악을 애플 뮤직 구독자에게 추가 비용 없이 제공할 것이라고 발표했다. 2021년 7월에는 앱의 안드로이드 버전도 무손실 및 돌비 애트모스 공간 오디오를 지원하게 되었지만, 이 기능들은 업데이트 릴리스 노트에 언급되지 않았다. 2021년 12월 28일까지 애플 뮤직은 9천만 곡의 전체 카탈로그를 무손실 오디오로 업그레이드했다.
2022년 9월 22일, 애플은 NFL과 다년간 계약을 체결하여 슈퍼볼 하프타임 쇼의 주요 스폰서가 될 것이라고 발표했다. 이는 슈퍼볼 LVII부터 시작된다.
2022년 12월 13일 iOS 16.2 출시와 함께 애플은 "Apple Music Sing" 가라오케 기능을 도입했다. 이 기능은 실시간 가사를 제공하며, 지원되는 기기에서는 지원되는 곡의 보컬 볼륨을 악기 음량과 독립적으로 조절할 수 있는 새로운 슬라이더를 제공한다.
애플은 바르티 에어텔과 제휴하여 2024년부터 인도 통신사의 프리미엄 고객에게 음악 및 비디오 스트리밍 서비스를 무료로 제공한다.
2024년 2월, Djay는 MacOS, Windows, Android, iPad, iPhone, Vision Pro에서 애플 뮤직의 트랙으로 DJing을 지원하기 시작했다. 2025년 3월, 애플은 "DJ with Apple Music"을 발표하며 DJ 소프트웨어 호환성을 Rekordbox, Serato, Engine DJ로 확장하고, AlphaTheta(OMNIS-DUO 및 XDJ-AZ), 데논, Numark의 일부 독립형 DJ 하드웨어에 대한 지원을 추가했다. 그러나 스트리밍 음악으로는 스템 믹싱 기능이 비활성화된다.

## 스트리밍 통계
2025년 04월 기준 기준으로 애플 뮤직에서 가장 많이 스트리밍된 곡은 위켄드의 "Blinding Lights"로 전 세계적으로 50억 회 이상 재생되었다. 이 곡은 2023년에 에드 시런의 "Shape of You"를 제치고 가장 많이 스트리밍된 곡으로 남아 있다.

## Apple Music Classical
2021년 8월 13일, 애플은 클래식 음악 스트리밍 서비스인 Primephonic을 인수하고, 2022년에 출시될 예정인 클래식 음악 전용 새 애플 뮤직 앱의 기반이 될 것이라고 발표했다. Apple Music Classical 앱은 2023년 3월 28일 iOS용으로 출시되었으며, 2023년 5월 30일 안드로이드용으로, 2023년 11월 16일 iPad용으로 출시되었다. Apple Music Classical 앱은 현재 영어, 독일어, 스페인어, 프랑스어, 이탈리아어, 브라질 포르투갈어, 네덜란드어로만 번역되어 있다.
이 앱은 애플 뮤직 구독자에게만 독점적으로 제공되며, 사용자가 개별 작품 및 악장(개별 및 "편집자의 선택" 녹음 포함), 작곡가, 연주자(솔리스트, 오케스트라, 앙상블, 합창단, 지휘자 포함), 시대, 악기별로 작품을 탐색할 수 있도록 맞춤형 사용자 경험을 제공한다. 또한 이 앱은 작곡가의 전기적 프로필(특별 의뢰된 초상화 포함)과 큐레이션된 플레이리스트를 제공한다. 녹음본은 또한 공간 오디오를 위해 리마스터링되고 있으며, 매주 최소 한 개의 새로운 공간 오디오 앨범이 출시된다.
2023년 9월 5일, 애플은 클래식 음악 레이블인 BIS 레코드를 인수했다.

## 애플 뮤직 어워드
| # | 연도 | 글로벌 아티스트 | 주목받는 아티스트 | 작곡가                         | 앨범                                                     | 곡                                    | 지역 아티스트                                                                                           | 참조    |
| - | ---- | --------------- | ----------------- | ------------------------------ | -------------------------------------------------------- | ------------------------------------- | --- | ------- |
| 1 | 2019 | 빌리 아일리시   | 리조              | 빌리 아일리시, 피니어스 오코넬 | 빌리 아일리시의 When We All Fall Asleep, Where Do We Go? | 릴 나스 엑스의 "Old Town Road"        | 빈칸 | [ 129 ] |
| 2 | 2020 | 릴 베이비       | 메건 디 스탤리언  | 테일러 스위프트                | 로디 리치의 Please Excuse Me for Being Antisocial        | 로디 리치의 "The Box"                 | 빈칸 | [ 130 ] |
| 3 | 2021 | 위켄드          | 올리비아 로드리고 | H.E.R.                         | 올리비아 로드리고의 Sour                                 | 올리비아 로드리고의 "Drivers License" | 위즈키드 (나이지리아) 아야 나카무라 (프랑스) RIN (독일) 오피셜히게단디즘 (일본) 스크립토나이트 (러시아) | [ 131 ] |
| 4 | 2022 | 배드 버니       | 빈칸              | 빈칸                           | 빈칸                                                     | 빈칸                                  | 빈칸 | [ 132 ] |
| 5 | 2023 | 테일러 스위프트 | 빈칸              | 빈칸                           | 빈칸                                                     | 빈칸                                  | 빈칸 | [ 133 ] |
| 6 | 2024 | 빌리 아일리시   | 빈칸              | 빈칸                           | 빈칸                                                     | 빈칸                                  | 빈칸 | [ 134 ] |

## 제작 라이브러리

### 시리즈
| 시리즈                      | 방영 기간     | 쇼러너                                  | 제작 파트너                                             | 오리지널 네트워크   | 비고 |
| 이전                        | 이전          | 이전                                    | 이전                                                    | 이전                | 이전 |
| --------------------------- | ------------- | --------------------------------------- | ------------------------------------------------------- | ------------------- | --- |
| We the Best TV              | 2016          | DJ 칼리드                               | - Apple Music - We the Best Music Group                 | Apple Music Connect | We the Best TV는 2016년 2월 5일에 DJ Khaled와 그의 레이블에 소속된 아티스트들을 다루며 첫 방영되었다. 리얼리티 쇼로 포지셔닝되었으며, Khaled의 업계 친구 및 협력자들과의 개인적인 영상 및 인터뷰도 포함되었다. Beats 1에서 We the Best Radio라는 동반 라디오 방송국도 동시에 방영되었다.       |
| The Score                   | 2016          | 셰인 스미스, 스파이크 존즈, 수루쉬 알비 | - Apple Music - 바이스 미디어 그룹                      | Apple Music         | The Score는 전 세계의 지역 음악 현장과 문화를 탐구하는 6부작 시리즈였다. 2016년 3월 22일에 첫 방영되었다. 각 에피소드에는 쇼에 출연한 아티스트와 관련된 큐레이션된 플레이리스트가 함께 제공된다.                                                                                               |
| Planet of the Apps          | 2017          | 찰스 와처, 크레이그 암스트롱, 릭 링바크 | - 5x5 Media - Apple Music - Lightspeed Venture Partners | Apple Music         | Planet of the Apps는 소프트웨어 개발자들이 느리게 움직이는 에스컬레이터 위에서 심사위원들 앞에서 자신의 아이디어를 발표하는 리얼리티 TV 쇼이다. 우승자는 LSVP로부터 직접 자금을 지원받는다. 이 쇼는 2017년 6월 6일에 첫 방영되었으며, 엇갈린 평가를 받았다. 이 시리즈는 한 시즌 후 취소되었다. |
| 현재 진행 중                |               |                                         |                                                         |                     | |
| Up Next                     | 2017년 ~ 현재 | 지미 아이오빈, 제인 로우                | Apple Music                                             | Apple Music         | Up Next는 2017년 8월 16일에 첫 방영되었다. 이 시리즈는 신예 아티스트들의 여정, 영감, 영향력을 다루며 새로운 아티스트들에게 초점을 맞춘다. 미니 다큐멘터리의 각 시즌은 Up Next Sessions라는 인터뷰와 라이브 공연으로 마무리된다.                                                                |
| Carpool Karaoke: The Series | 2017년 ~ 현재 | 벤 윈스턴, 에릭 판코프스키, 제임스 코든 | - Apple Music - 풀웰 73 프로덕션즈                      | Apple Music         | Carpool Karaoke: The Series는 제임스 코든의 더 레이트 레이트 쇼의 동명 코너에서 시작된 리얼리티 TV 쇼이다. 애플은 2016년 CBS로부터 전 세계 판권을 구매하여 애플 뮤직 구독자를 위해 독점적으로 각색했다. 이 시리즈는 2017년 8월 9일에 첫 방영되었다.                                            |

### 장편 영화
| 영화                                     | 미국 개봉일      | 감독                       | 작가                         | 프로듀서 | 스튜디오                                     |
| ---------------------------------------- | ---------------- | -------------------------- | ---------------------------- | --- | -------------------------------------------- |
| The 1989 World Tour Live                 | 2015년 12월 20일 | 요나스 오커룬드            | 비올라인 에티엔              | 스콧 호란, 테일러 스위프트 | Apple Music, Dirty Hit                       |
| Beats 1 Presents: The 1975               | 2016년 2월 25일  | 매티 힐리, 제인 로우       | 매티 힐리, 제인 로우         | 매티 힐리, 제인 로우 | Apple Music, Beats 1, Dirty Hit              |
| Please Forgive Me                        | 2016년 9월 26일  | 앤서니 맨들러              | 앤서니 맨들러, 래리 잭슨     | 래리 잭슨, 킴 브래드쇼 | Apple Music, Dirty Hit                       |
| Skepta: Live from London                 | 2016년 12월 3일  | 조셉 아데누가              | 조셉 아데누가                | 조셉 아데누가 | Apple Music, Boy Better Know                 |
| 808                                      | 2016년 12월 9일  | 알렉산더 던                | 알렉산더 던, 루크 베인브리지 | 알렉산더 던, 아서 베이커, 크레이그 칼맨, 알렉스 노이어                                                                                      | Apple Music, 애틀랜틱 필름, You Know Films   |
| Skepta: Greatness Only                   | 2016년 12월 19일 | 매트 워커, 톰 나이트       | 조셉 아데누가                | 조셉 아데누가, 줄리 아데누가 | Apple Music, Boy Better Know                 |
| Process                                  | 2017년 3월 31일  | 캐릴 조셉                  | 캐릴 조셉                    | 오니에 아얀우, 릭 그린 | Apple Music, Pulse Films, 영 튀르크          |
| Harry Styles: Behind the Album           | 2017년 5월 15일  | 해리 스타일스, 폴 더그데일 | 해리 스타일스, 폴 더그데일   | 해리 스타일스, 폴 더그데일 | Apple Music, Erskine Records                 |
| Ti Amo Speciale                          | 2017년 6월 7일   | 워런 푸                    | 조나 워드, 워런 푸           | 크리스티앙 마잘라이, 덱 다아시, 로랑 브랑코비츠, 토마스 마스                                                                                | Apple Music, Partizan Entertainment          |
| Can't Stop, Won't Stop: A Bad Boy Story  | 2017년 6월 25일  | 대니얼 카우프만            | 대니얼 카우프만              | 앙드레 하렐, 헤더 패리, 숀 콤스 | Apple Music, 라이브 네이션                   |
| HAIM: Behind the Album                   | 2017년 7월 14일  | 폴 더그데일                | 폴 더그데일                  | 폴 더그데일 | Apple Music, Pulse Films                     |
| Kygo: Stole the Show                     | 2017년 7월 26일  | 매트 미치너                | 매트 미치너                  | 데빈 찬다, 키르레 괴르벨-달 | Apple Music, 울트라 뮤직 페스티벌            |
| Clive Davis: The Soundtrack of Our Lives | 2017년 10월 3일  | 크리스 퍼켈                | 크리스 퍼켈                  | 블레이크 에버하트, 데이비드 딜리베르토, 데이비드 슐호프, 데보라 집서, 메리 리시오, 마이클 번스타인, 리들리 스콧, 사만다 커즈너, 수잔 리켓츠 | Apple Music, IM Global, 스콧 프리 프로덕션즈 |

## 평가
애플 뮤직은 출시 당시 엇갈린 평가를 받았다. 비판 중에는 사용자 인터페이스가 "직관적이지 않다"는 점, 그리고 "당혹스럽고 혼란스러운 난장판"이라는 점이 있었다. 또한 배터리 수명 문제도 지적되었다. 그러나 이 서비스는 스마트 기능으로 칭찬받았다. 매셔블의 크리스티나 워렌은 애플 뮤직에서 인간 큐레이션에 중점을 둔 점을 언급하며, 다양한 인간이 큐레이션한 라디오 방송국과 "For Me" 섹션에서 사용자에게 추천되는 큐레이션된 플레이리스트의 정확성을 지적했다. 저자는 "[The] For Me 섹션만으로도 오랫동안 음악에 대해 처음으로 흥미를 느꼈다"고 결론지었다. 아르스 테크니카의 샘 맥코베치는 애플이 Connect 기능에서 무명 아티스트의 참여를 강조한 것이 2000년대 중반 "트렌드세터"로서의 회사의 옛 명성을 회복하려는 노력일 수 있다고 썼다.
IOS 10의 Apple Music 대대적인 재설계는 더 긍정적인 평가를 받았다. 맥월드의 케이틀린 맥개리는 애플이 "복잡함을 정리하고, 내비게이션 도구를 재고하며, 라이브러리를 전면에 배치하고, 스포티파이에 필적하는 알고리즘 생성 플레이리스트를 추가했다"고 칭찬했다. 그녀는 더 큰 글꼴, 많은 여백을 언급했으며, 다양한 기능의 변경을 환영하며 "애플 뮤직의 재설계는 이전 버전보다 훨씬 개선되었으며, 애플이 고객의 의견을 듣고 있다는 분명한 신호"라는 말로 결론을 내렸다. 그러나 또 다른 맥월드 편집자인 오스카 라이문도는 새로운 디자인을 비판하며 "iOS 10의 애플 뮤직은 애플이 약속한 만큼 우아하거나 직관적이지 않다. 음악 서비스는 불필요한 옵션을 더 추가했고, 반복과 같은 주요 작업은 묻혔으며, For You 섹션은 아쉬운 점이 많다"고 썼다. 벤추어비트의 조던 노벳은 변화에 대해 긍정적으로 평가하며 "애플은 전반적인 디자인뿐만 아니라 경험도 개선했다"고 말했다.
2017년 12월, 가수 겸 작곡가 닐 영은 자신의 닐 영 아카이브스 프로젝트의 일환으로 새로운 아카이브를 공개하고 Apple Music 스트리밍 서비스가 제공하는 음질에 대해 애플을 비판하며 "애플 뮤직은 대중에게 제공되는 음질을 제어하며, 모든 경우에 내가 스튜디오에서 만든 원본의 5%에서 20%로 음질을 낮춰 고품질을 제공하지 않기로 선택했다. 따라서 사람들은 내가 만든 것의 5%에서 20%를 듣게 된다. ... 애플이 최고 품질 등급을 제공하지 않으면서 음반사들은 대중에게 고품질 제품을 제공하는 것을 중단하게 되었다"고 말했다. 그러나 영의 주장은 기술적인 검토에서 사실로 드러나지 않았다. 애플은 업계 표준인 256 kbit/s AAC의 고품질 비트레이트를 제공하며, 320 kbit/s Ogg Vorbis 비트레이트를 사용하는 스포티파이를 약간 능가했다.

### 아이클라우드 매칭 기술 논란
아이클라우드 음악 라이브러리의 구현은 사용자에게 심각한 문제를 야기했다. 트랙이 다른 앨범으로 이동하거나, 앨범 아트가 음악과 일치하지 않거나, 중복된 아티스트 및 노래, 누락된 트랙, 동기화 문제와 같은 문제로 인해 음악 라이브러리가 영향을 받았다는 보고가 있었다. 매셔블은 "애플은 아직 이 문제를 공식적으로 인정하거나 우리의 논평 요청에 응답하지 않았다"고 썼다.
아이클라우드 음악 라이브러리는 사용자의 로컬 저장소에서 음악을 삭제한다는 보고도 있었지만, 이는 사용자 오류나 다른 애플리케이션으로 인한 것이라는 다른 출판물들의 반론도 있었다. 또한, 이 기능이 업로드된 콘텐츠를 디지털 권리 관리로 잠긴 버전으로 대체한다는 보고도 있었다. 2016년 7월, 애플은 매칭 기술을 아이튠즈 매치와 동일한 기능을 포함하도록 변경했는데, 특히 음성 데이터를 스캔하는 "오디오 지문"을 사용했다. 새로운 기술은 또한 다운로드된 매칭 곡에서 DRM을 제거했다.

### 앨범 독점 논란
2016년 8월, 프랭크 오션은 Blonde를 애플 뮤직에 독점 공개했다. 이 결정은 오션이 그의 전 레이블인 데프 잼 레코딩스의 개입 없이 독립적으로 내린 것이었다. 이 독점 계약은 "음악 스트리밍 전쟁을 촉발했다"고 보도되었다. 이러한 움직임은 아델, 콜드플레이, 퓨처, 드레이크, 비욘세, 리한나, 칸예 웨스트 등 다른 아티스트들이 주요 서비스인 스포티파이의 경쟁 서비스와 독점 계약을 맺고 앨범을 출시한 전례를 따랐다. 스포티파이의 커뮤니케이션 책임자인 조나단 프린스는 더 버지에 "우리는 독점 콘텐츠에 비용을 지불하는 사업을 하지 않는다. 왜냐하면 우리는 그것이 아티스트에게도 팬에게도 좋지 않다고 생각하기 때문이다. 아티스트는 가능한 한 많은 팬들이 자신의 음악을 듣기를 원하고, 팬들은 자신이 흥미 있거나 관심 있는 모든 것을 들을 수 있기를 원한다. 독점은 양쪽 모두에게 방해가 된다. 물론 짧은 프로모션 독점은 흔한 일이며 우리는 그것에 대한 절대적인 정책을 가지고 있지 않지만, 우리는 모두에게 가장 좋은 관행은 광범위한 출시라고 확실히 생각한다"고 말했다. 2주 후, Blonde는 스포티파이에 출시되었다.
오션이 애플 뮤직 독점을 위해 독립적으로 움직인 것은 "음악 산업에서 큰 싸움"을 일으켰고, 유니버설 뮤직 그룹은 소속 아티스트의 독점 발매를 금지한 것으로 알려졌다. 얼마 후, 여러 주요 음반사들이 유니버설을 따라 이러한 관행을 금지하면서 업계에 큰 변화를 가져왔다. 익명의 음반사 임원들에 따르면, 스포티파이도 앨범이 다른 서비스에 먼저 출시된 후 스포티파이에 출시될 경우 플레이리스트에 크게 포함되지 않는 등 동일한 수준의 홍보를 제공하지 않는다는 새로운 정책을 도입했다고 한다. 롤링 스톤은 2016년 10월에 "비욘세, 드레이크, 프랭크 오션, 칸예 웨스트 등 많은 아티스트의 새 앨범을 계속 듣고 싶다면 한 개가 아닌 두 개의 스트리밍 서비스를 구독해야 했을 것"이라며 "하지만 지난 몇 달 동안 이러한 새로운 현실에 대한 반발이 일어났다"고 썼다. 레이디 가가는 애플 뮤직의 Beats 1 라디오에 "나는 내 레이블에 애플 뮤직과 타이달과 계약하면 내 모든 신곡을 유출할 것이라고 말했다"고 전했다.
2017년 5월, 애플 뮤직 임원 지미 아이오빈은 Music Business Worldwide에 "우리는 시도했다. 가끔씩 아티스트와 함께 일부 작업을 계속할 것이다. 음반사들은 그것을 좋아하지 않는 것 같고 궁극적으로 그것은 그들의 콘텐츠이다"라고 말했다.

## 같이 보기
- Apple Music 1 – 애플 뮤직의 라이브 라디오 방송국
- 아이튠즈 라디오 – 애플 뮤직 앱 내에서 애플이 중단한 무료 라디오 서비스
- 음악 스트리밍 서비스 비교
- 인터넷 라디오 방송국 목록
- 온라인 음악 데이터베이스 목록